# Aphanogmus limbocellatus
Aphanogmus limbocellatus är en stekelart som beskrevs av Paul Dessart 1980. Aphanogmus limbocellatus ingår i släktet Aphanogmus och familjen pysslingsteklar. Inga underarter finns listade i Catalogue of Life.